# Lucjan Stanek

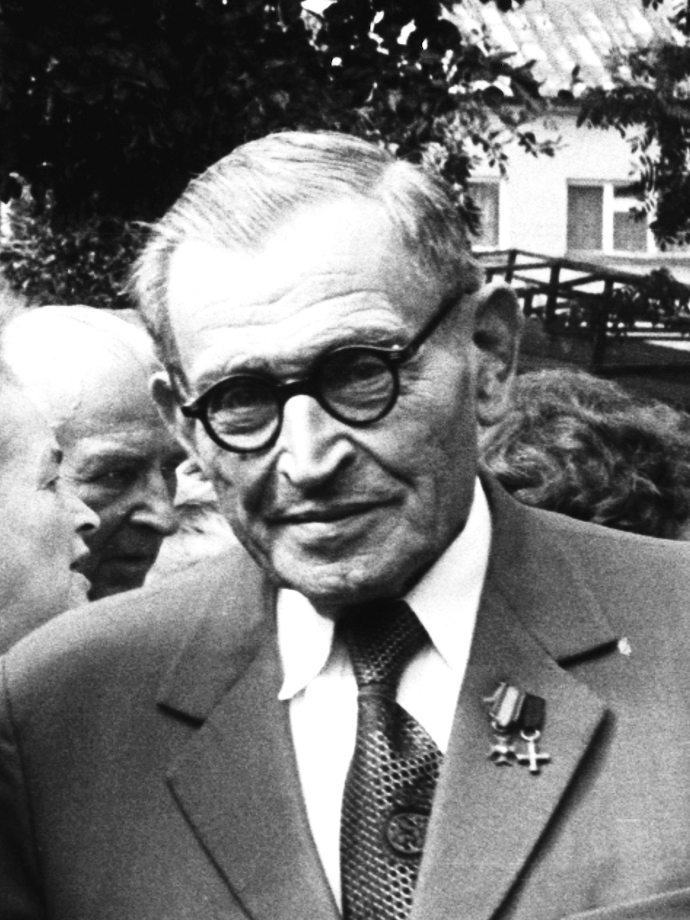
Lucjan Stanek w 1973 z miniaturą orderów VM i KN na klapie marynarki

Lucjan Piotr Stanek (ur. 18 października 1893 w Będzinie, zm. 22 października 1975 w Częstochowie) – podpułkownik dyplomowany piechoty Wojska Polskiego.

## Życiorys
Urodził się 18 października 1893 w Będzinie jako syn Wojciecha. Po odzyskaniu przez Polskę niepodległości 8 listopada 1918 wstąpił do Wojska Polskiego. Został awansowany na stopień kapitana piechoty ze starszeństwem z dniem 1 czerwca 1919, a następnie na stopień majora piechoty ze starszeństwem z dniem 15 sierpnia 1924. W 1920 w czasie wojny polsko-bolszewickiej służył w Armii Ochotniczej. W 1923, 1924 służył w Oddziale IV Ministerstwa Spraw Wojskowych, w tym w 1923 w Służbie Transportowo-Kolejowej. Pozostawał wówczas oficerem nadetatowym 11 pułku piechoty w garnizonie Tarnowskie Góry. 1 kwietnia 1924 został przydzielony z Oddziału IV SG do macierzystego 11 pp. Ukończył VI Kurs Normalny od 1 listopada 1925 do 28 października 1927 w Wyższej Szkole Wojennej. Uzyskał tytuł oficera dyplomowanego. W 1928 jako oficer Sztabu Generalnego pełnił funkcję dowódcy I batalionu w 3 pułku piechoty Legionów w garnizonie Jarosław. W lipcu 1929 roku został przeniesiony macierzyście do kadry oficerów piechoty z równoczesnym przeniesieniem służbowym do dowództwa 7 Dywizji Piechoty w Częstochowie na stanowisko szefa sztabu. 23 października 1931 roku otrzymał przeniesienie do Dowództwa Okręgu Korpusu Nr X w Przemyślu. Został awansowany na stopień podpułkownika piechoty ze starszeństwem z dniem 1 stycznia 1932 roku. W marcu 1932 został przydzielony do Szefostwa Komunikacji Wojskowych Sztabu Głównego na stanowisko szefa wydziału. W lipcu 1938 roku został dowódcą 33 pułku piechoty w Łomży.
Po wybuchu II wojny światowej 1939 w okresie kampanii wrześniowej pełnił funkcję dowódcy 33 pp, w tym czasie powierzona została mu obrona środkowego biegu rzeki Narew. Dowodził siłami polskimi w bitwie pod Łomżą (7–10 września), w bitwie pod Nowogrodem (8–10 września), bitwie o Zambrów (11 września) i bitwie pod Łętownicą i Andrzejewem (12–13 września) zakończonych niepowodzeniem. Wzięty do niewoli niemieckiej, do 1945 przetrzymywany był w obozie jenieckim.
Był mężem Janiny z Korzeniowskich (1896–1997), z którą miał córkę Hannę Danutę po mężu Krajewską (1923–1967).
Zmarł 22 października 1975 w Częstochowie. Został pochowany na Cmentarzu Kule (sektor 35-Z-7).

## Ordery i odznaczenia
- Krzyż Niepodległości (16 marca 1937)[22]
- Krzyż Walecznych
- Złoty Krzyż Zasługi (19 marca 1935)[23]
- Srebrny Krzyż Zasługi (15 grudnia 1925)[24]